# Villanueva del Rebollar de la Sierra
Villanueva del Rebollar de la Sierra é um município da Espanha na província de Teruel, comunidade autónoma de Aragão. Tem 19,2 km² de área e em 2021 tinha 42 habitantes (densidade: 2,2 hab./km²).

## Demografia
| Variação demográfica do município entre 1991 e 2004 | Variação demográfica do município entre 1991 e 2004 | Variação demográfica do município entre 1991 e 2004 | Variação demográfica do município entre 1991 e 2004 |
| --------------------------------------------------- | --------------------------------------------------- | --------------------------------------------------- | --------------------------------------------------- |
| 1991                                                | 1996                                                | 2001                                                | 2004                                                |
| 52                                                  | 47                                                  | 48                                                  | 51                                                  |